# Parque nacional Brindabella
Brindabella es un parque nacional en Nueva Gales del Sur (Australia), ubicado a 266 km al suroeste de Sídney, en la cordillera de Brindabella.

## Datos
- Área: 123 km²
- Coordenadas: 35°13′54″S 148°46′44″E / -35.23167, 148.77889
- Fecha de Creación: 4 de abril de 1996
- Administración: Servicio Para la Vida Salvaje y los Parques Nacionales de Nueva Gales del Sur
- Categoría IUCN: II

Véase también: Zonas protegidas de Nueva Gales del Sur